# دانشگاه تکنیکی تاجیکستان
دانشگاه تکنیکی تاجیکستان به نام م. س. عاصمی در آغاز با نام دانشکدهٔ پلی‌تکنیکی در ۶ ژانویهٔ ۱۹۵۶ میلادی در پی تصویب شورای وزیران اتّحاد جماهیر شوروی سوسیالیستی بر پا شد و در ۲۸ آوریل ۱۹۹۲ طبق قرار هیئت رئیسهٔ شورای وزیران جمهوری تاجیکستان به دانشگاه تخینیکی (تکنیکی) تاجیکستان تغییر نام داد.
این دانشگاه دولتی بوده، زیر نظر وزارت معارف (آموزش و پرورش) جمهوری تاجیکستان می‌باشد.

## ساختار دانشگاه
این دانشگاه دارای دانشکده‌های زیر می‌باشد:
- دانشکدهٔ انرگتیکی (مهندسی برق)
- دانشکدهٔ تکنولوژی اطلاعات و ارتباطات
- دانشکدهٔ ساختمان و معماری
- دانشکدهٔ مکانیک و تکنولوژی
- دانشکدهٔ تکنولوژی شیمی و متالورژی
- دانشکدهٔ نقلیات و راه
- دانشکدهٔ صاحب‌کاری (کارآفرینی) و مهندسی